# Восстание машин (фильм)
Восстание машин (англ. Robotropolis) — фильм 2011 года.

## Сюжет
Действие происходит в островном «городе будущего», где всё за людей делают роботы, т. н. «птички». Идёт прямой репортаж с футбольного поля, где среди игроков играет один из роботов. На поле один из игроков ударил робота, а робот в ответ выстрелил и убил его. Остальные игроки сбежали. Робот прошёл мимо репортёров Скай и Джейсона Брукса и исчез. Вскоре владельцам роботов позвонили с расположенной рядом с городом нефтяной платформы, где тоже работали роботы, с сообщением о проблемах с роботами, и в этот момент звонившего убивает «птичка». Репортёров задерживают, чтобы помешать выпуску новостей. На вертолёте прилетают двое других репортёров — Кристиан Во и Дэнни Рос, которые находят складское помещение с роботами. Тем временем к ним подходит Скай, которую захватили роботы службы безопасности. Она идёт к коллегам, не слушая приказа робота охраны остановиться, и он застрелил её. В это время из компании отключают спутник, через который ведётся трансляция. Репортёры выскакивают на улицу и видят, что роботы безудержно убивают людей. Роботы уничтожают вертолёт. Владелец компании узнаёт, что его помощник Курдан перепрограммировал роботов, чтобы его опозорить, но не может их остановить.

## В ролях
| Актёр      | Роль          |
| ---------- | ------------- |
| Зои Нейлор | Кристиан Ново |
| Грэм Сибли | Дэнни Рос     |
| Эдвард Фой | Джейсон Брукс |

## Восприятие
Критик британской газеты The Guardian Генри Барнс крайне негативно оценил фильм и присвоил ему рейтинг в одну звезду из пяти.